# Koszty złej jakości
Koszty złej jakości (ang. Costs of poor quality) (COPQ) – koszty ponoszone przez przedsiębiorstwo w związku z niskim poziomem jakości (np. z tytułu uznanych gwarancji, zużycia surowców, składowania i utylizacji odpadów).